# Geraldine Page
Geraldine Page, de nom Geraldine Sue Page, (Kirksville, Missouri, 22 de novembre de 1924 − Nova York, 13 de juny de 1987) va ser una actriu estatunidenca. Va guanyar un Oscar el 1986 pel seu paper de Mrs. Watts a The Trip to Bountiful, de Peter Masterson, estrenada el 1985.
Els seus col·legues l'anomenaven "Gerry" o amb el motiu "Primera Dama del Teatre Americà" títol abans portat per Helen Hayes.
Page deia "No vull ser una actriu de Hollywood que de tant en tant treballa a Broadway sinó una actriu de Broadway que de tant en tant fa cinema." Com a actriu de repertori va aparèixer en 28 llargmetratges i 16 peces teatrals a Broadway, 10 fora del circuit i va ser la fundadora del Teatre Sancturay, "off-Broadway".
Va merèixer 8 nominacions a l'Oscar (guanyant-lo el 1985), 2 premis BAFTA, 9 nominacions al Globus d'Or (en va guanyar 2), 3 Emmys, 4 nominacions al Premi Tony i altres. Quan finalment va arribar l'Oscar el 1986, l'actor encarregat d'anunciar-ho (F. Murray Abraham) va exclamar emocionat Considero aquesta dona la més gran actriu en llengua anglesa. La set vegades perdedora Page va vèncer la vuitena vegada sent aclamada per una llarga ovació pels seus companys del món de l'espectacle.

## Biografia
Va néixer a Kirksville, Missouri al centre dels Estats Units. Va anar a classe a la "Goodman Theatre Dramatic School" de Chicago i va estudiar interpretació amb l'actriu i professora Uta Hagen, on es va entrenar en el mètode de Stanislavski amb Lee Strasberg de l'Actor's Studio. Va debutar a l'edat de 17 anys en teatre el 1941.

## Teatre
Va debutar a Nova York el 1948, a Set miralls, treball de ràdio i en teatres d'estiu a Nova Jersey. La consagració teatral va arribar "Off-Broadway " el 1952 com Ànima en el revival de Tennessee Williams dirigida per José Quintero guanyant el Drama Award que per primera vegada ho concedien a una producció fora de Broadway.
El 1953 va debutar a Broadway a l'obra Mid-Summer seguida per The Rainmaker i The Inmoralist al costat de James Dean.
Després al costat de Paul Newman a Dolç ocell de joventut de Tennessee Williams on va rebre la seva primera nominació al Premi Tony, (la versió fílmica li suposaria una nominació a l'Oscar).
El 1964 va protagonitzar  Tres germanes  d'Anton Txékhov dirigida per Lee Strasberg i el 1967 Comèdia negra/Mentides Blanques  de Peter Shaffer amb els debuts a Broadway de Lynn Redgrave i Michael Crawford.
El 1966 va rebutjar el paper de Martha a la producció original de Qui té por de Virgínia Woolf?  d'Edward Albee. La seva segona nominació al Tony va ser per Absurda persona singular amb Sandy Dennis.
El 1982 va fer 699 representacions a Broadway d'Agnes de Déu guanyant la seva tercera nominació al Tony com la Mare Miriam Ruth davant la debutant Amanda Plummer com Agnes.
La seva última aparició a Broadway va ser com Madame Arcati en el revival d'Esperit burleta (Blythe Spirit)  de Noel Coward amb Richard Chamberlain, Blythe Danner i Judith Ivey. Va ser la seva última nominació al Tony i la favorita però va perdre. Dies després va morir a causa d'un atac cardíac el 1987 a l'edat de 62 anys.
Feia de professora teatre a l'Actor's Studio, el Pelican Theater de Nova York i l'Ahmason Theater a Los Angeles.
El 1983 havia fundat la Mirror Repertory Company.

## Cinema
Malgrat la seva filmografia relativament curta, Page va rebre 8 nominacions als Premis Oscar.
El seu debut en el cinema va ser el 1947 a Out of the night  i el 1953 la pel·lícula Hondo  amb John Wayne, li va suposar la seva primera nominació als Oscar en la categoria d'Oscar a la millor actriu secundària.
A  Summer and Smoke (1961) va repetir la seva interpretació teatral guanyant una nominació a l'Oscar i novament a Dolç ocell de joventud (1962) on tornaria a ser nomenada.
En la dècada del 60 i 70 també va treballar en pel·lícules de menor vàlua o en breus aparicions, com  The Day of the Locust, Harry's War, What ever happened to Aunt Alice? , You are a big boy now, i d'altres.
Hom la recorda com la mare desequilibrada a  Interiors  de Woody Allen per la que va ser nomenada com a actriu principal al costat del seu col·lega Maureen Stapleton (com a actriu secundària al mateix film). Va perdre malgrat ser ferma candidata, però l'Oscar va arribar-li després en la seva última nominació pel seu paper a la pel·lícula  The Trip to Bountiful (1985).
El 1970, va rebutjar el paper de la mare a  L'exorcista que va anar a parar a les mans de Ellen Burstyn.

## Televisió
Va actuar en diversos xous televisius dels 50 i 60, a  Kojak , Hawaii-5-0, Galeria Nocturna, etc. Va tenir aparicions en produccions per a la televisió i va guanyar dos Premis Emmy per la seva interpretació a dues obres de Truman Capote, A Christmas Memory (1967) i The Thanksgiving Visitor (1969).

## Vida privada
Va estar casada amb el violinista Alexander Schneider entre 1954 i 1957.
El 1963 es va casar amb l'actor texà Rip Torn, set anys més jove, amb qui va estar casada fins al dia de la seva mort, malgrat que poc abans de la seva mort es va fer pública una relació extramatrimonial de Torn amb l'actriu Amy Wright, a qui va deixar embarassada.
Page i Torn van tenir tres fills: l'actriu Angelica Torn, i dos bessons (l'actor Tony Torn i el professor de la Universitat d'Arizona, Jon Torn).
La seva mort d'un infart - patia d'un greu problema renal - va ser sobtada, i Geraldine Page mai no va arribar a la funció de teatre (Blythe Spirit) on l'esperava el públic.

## Filmografia

### Actriu
- 1953: Hondo: Angie Lowe
- 1961: Summer and Smoke de Peter Glenville: Alma Winemiller
- 1962: Dolç ocell de joventut (Sweet Bird of Youth): Alexandra Del Lago (Princesa Cosmonopolous)
- 1963: Joguines a les golfes (Toys in the Attic): Carrie Berniers
- 1964: Dear Heart: Evie Jackson
- 1966: Ara ja ets tot un home (You're a Big Boy Now): Margery Chanticleer
- 1966: Barefoot in Athens (TV)
- 1971: El seductor (The Beguiled): Martha Farnsworth
- 1972: Pete i Tillie (Pete 'n' Tillie): Gertrude
- 1975: El dia de la llagosta (The Day of the Locust): la gran germana
- 1976: The Rescuers: Madame Medusa (veu)
- 1978: Interiors: Eve
- 1981: Disbauxa a l'autopista (Honky Tonk Freeway):Maria Clarissa
- 1982: The Blue and the Gray - Mini sèrie TV: Mrs. Lovelace
- 1984: Set de poder (The Pope of Greenwich Village): Mrs. Ritter
- 1985: La núvia: Sra. Bauman
- 1985: Viatge a Bountiful (The Trip to Bountiful): Mrs. Watts
- 1986: My Little Girl:Molly
- 1986: Native Son:Peggy
- 1992: Oscar's Greatest Moments - Vídeo documental: ella mateixa

## Premis i nominacions

### Premis
- 1962: Globus d'Or a la millor actriu dramàtica per Summer and Smoke
- 1963: Globus d'Or a la millor actriu dramàtica per Dolç ocell de joventut
- 1967: Primetime Emmy a la millor actriu dramàtica per ABC Stage 67
- 1969: Primetime Emmy a la millor actriu per The Thanksgiving Visitor
- 1979: BAFTA a la millor actriu secundària per Interiors
- 1986: Oscar a la millor actriu per The Trip to Bountiful

### Nominacions
- 1954: Oscar a la millor actriu secundària per Hondo
- 1959: Primetime Emmy a la millor actriu per Playhouse 90
- 1962: Oscar a la millor actriu per Summer and Smoke
- 1963: Oscar a la millor actriu per Dolç ocell de joventut
- 1963: BAFTA a la millor actriu estrangera per Dolç ocell de joventut
- 1964: Globus d'Or a la millor actriu dramàtica per Joguines a les golfes
- 1965: Globus d'Or a la millor actriu dramàtica per Dear Heart
- 1967: Oscar a la millor actriu secundària per Ara ja ets tot un home
- 1967: Globus d'Or a la millor actriu secundària per Ara ja ets tot un home
- 1973: Oscar a la millor actriu secundària per Pete i Tillie
- 1973: Globus d'Or a la millor actriu secundària per Pete i Tillie
- 1979: Oscar a la millor actriu per Interiors
- 1979: Globus d'Or a la millor actriu dramàtica per Interiors
- 1985: Oscar a la millor actriu secundària per Set de poder
- 1986: Globus d'Or a la millor actriu dramàtica per The Trip to Bountiful
- 1987: Globus d'Or a la millor actriu secundària en sèrie, minisèrie o telefilm per Nazi Hunter: The Beate Klarsfeld Story